# 口羽元通
口羽 元通（くちば もとみち）は、安土桃山時代から江戸時代初期にかけての武将。毛利氏の家臣で、萩藩（長州藩）士。父は口羽通平。

## 生涯
毛利氏家臣である口羽通平の嫡男として生まれ、毛利輝元に仕える。
天正20年（1592年）4月から始まる文禄の役において、父・通平と大叔父・口羽春良が輝元に従って朝鮮へ渡海したが、慣れない朝鮮の風土から病にかかる者が続出し、同年10月11日に春良が開寧の陣中で病死した。
翌文禄2年（1593年）3月9日には父・通平も死去したため、元通が後を継いだ。
慶長5年（1600年）8月24日の安濃津城の戦いでは福原広俊隊に属して戦い、首級1つを得る武功を挙げている。また、同年9月15日の関ヶ原の戦いにおいても福原広俊の指揮下に属して南宮山に布陣していた。なお、この時の元通の知行地の石高は6826石であることから、元通が率いた兵力は205人と推計されている。
関ヶ原の戦い後は毛利氏の防長移封に従って元通も長門国萩へ移住したが、後に江戸詰めとなった。
慶長10年（1605年）12月14日、同年の五郎太石事件の後に毛利氏家臣団や有力寺社の総勢820名が連署して毛利氏への忠誠や様々な取り決めを記した連署起請文において、9番目に「口羽七郎左衛門尉」と署名している。
慶長19年（1614年）8月12日に江戸で病死。若くして死去したため嗣子が無く、その所領は口羽春良の次男である元智に引き継がれた。